# امستردام، ساسکاچوان
امستردام، ساسکاتچیوان (به انگلیسی: Amsterdam, Saskatchewan) یک منطقهٔ مسکونی در کانادا است که در ساسکاچوان واقع شده‌است.

## خصوصیات
امستردام ۲۵ نفر جمعیت دارد.